# Cementiri de Sant Gervasi
El Cementiri de Sant Gervasi és un recinte funerari de Barcelona, la capella i l'edifici d'entrada del qual estan catalogats com a bé amb elements d'interès (categoria C).

## Història i descripció
Va ser inaugurat el 1853 a la rodalia de l'antic nucli del poble de Sant Gervasi de Cassoles, a la falda de Collserola.
Està dividit en dues parts, separades per un eix central amb escalinates i arbrat lateral, que condueix a l'entrada a la capella neoclassicista, rematada amb una cúpula. A banda i banda es distribueixen blocs de nínxols i nombroses tombes i panteons familiars, i els murs perimetrals també contenen nínxols. La varietat estilística de les escultures i els panteons és gran, predominant-hi l'eclecticisme. En destaquen alguns panteons com el panteó Cros, projectat per Joan Baptista Pons i Trabal (1894).

## Personalitats enterrades

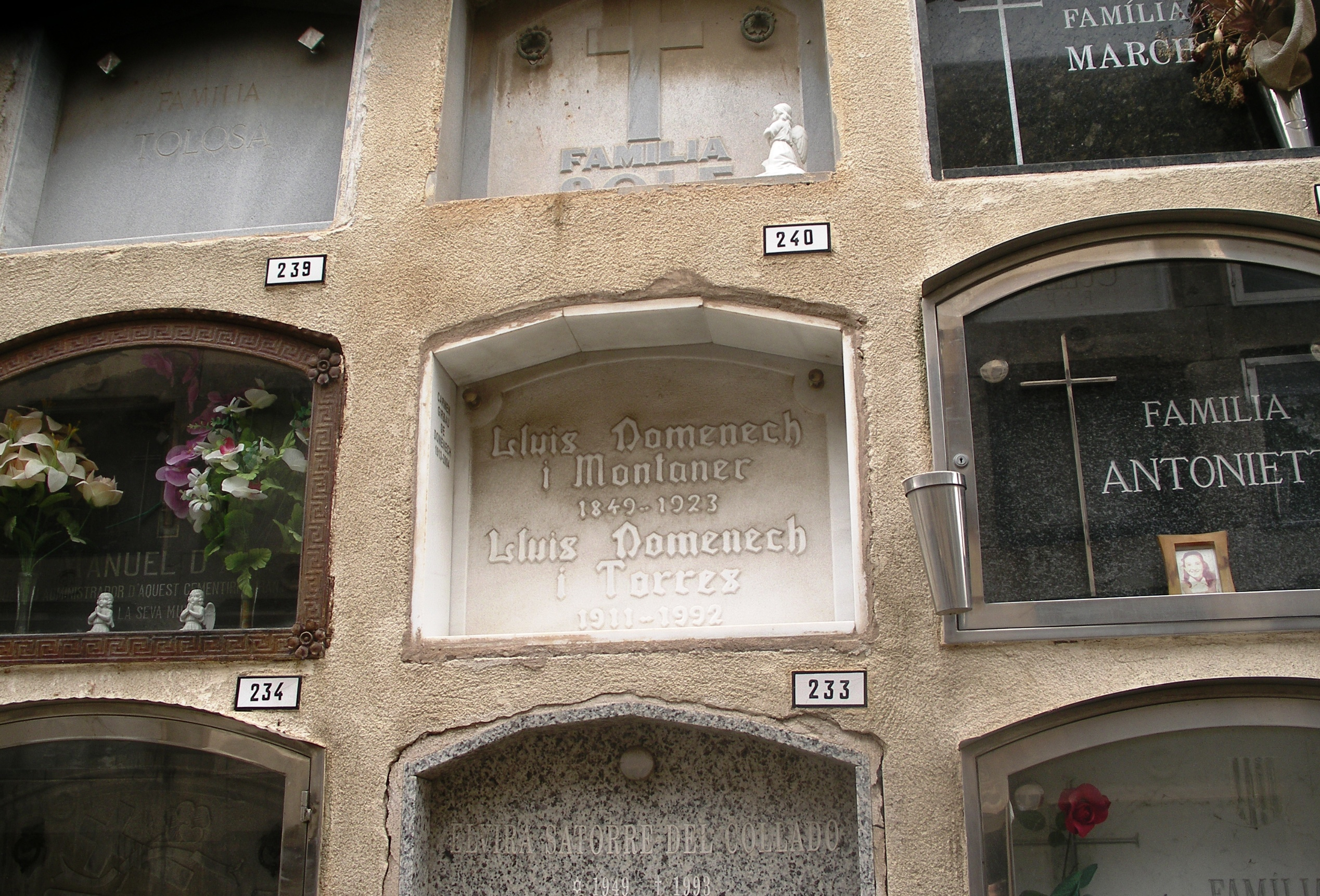
Nínxol de Lluís Domènech i Montaner

Entre les persones que s'hi han enterrades hi ha (per ordre cronològic de mort):
- Vicenç de Paül Roca i Pi (Barcelona, 1780 - Badalona, 1852), baró de Marmellar, empresari i filantrop (Illa S. Magdalena, nínxol 52).
- Joan Cortada i Sala (Barcelona, 1805 - Sant Gervasi de Cassoles, 1868), novel·lista, periodista i historiador (illa 2, carrer de Sant Pere, nínxol 11).
- Pasqual Vilaró i Piera (Barcelona, 1803 – ca. 1870), pintor d'indianes, fabricant i comerciant de cotó (S. Magdalena, panteó 5)
- Pere Abella i Freixes (Riudecanyes, Baix Camp, 1824 – Barcelona, 1877), professor de cant, compositor, pianista i director d'orquestra (Messeta superior, panteó 1)
- Elena D'Angri Vitturi (Corfú, Grècia, 1824 – Barcelona, 1886), contralt operística (Messeta superior, panteó 1)
- Josep Bosch i Grau (Badalona, 1836 — 1897), industrial, cofundador de l'Anís del Mono (S. Sever, panteó 3)
- Juan Barbier-Bergeron i Retouret (Llemotges, França, 1823 - Barcelona, 1898), dentista, pioner de l'anestèsia a Espanya (Messeta superior, panteó 9)
- Baldomer Galofre i Giménez (Reus, 1846 - Barcelona, 1902), pintor.
- Feliu Martí i Urpí (m. Barcelona, 1906), alcalde de la Vila de Gràcia.
- Eduard Grenzner i Fellner (Barcelona, 1833 - 1908), pintor, seguidor del romanticisme, el realisme i el natzarenisme (S. Gervasi, panteó 16)
- Joan Maragall i Gorina (Barcelona, 1860-1911), poeta i escriptor, en un panteó on també hi ha les restes dels seus parents (Illa S. Esteve, panteó 8).
- Victorià Seix Saura (m. 1911), litògraf i impressor; Victorià Seix Miralta, impressor i editor, cofundador de la l'editorial Seix & Barral; Víctor Seix i Perearnau (Barcelona, 1923 - Frankfurt del Main, 1967), editor (Illa S. Magdalena, tomba 26).
- Darío de Regoyos (Ribadesella, Astúries, 1857 - Barcelona, 1913), pintor (S. Francesc Xavier, nínxol 133).
- Lluís Comenge i Ferrer (Madrid, 1854 – Barcelona, 1916), metge (Illa S. Joan, panteó 1).
- Rafael Rodríguez Méndez (Granada, 1845 - Barcelona, 1919), metge i polític, rector de la Universitat de Barcelona entre 1902 i 1905 (S. Sever, panteó 5)
- Felip Pedrell (Tortosa, 1841 - Barcelona, 1922), músic (al fossar comú; en 1990, les restes hi foren portades per manca de pagament del nínxol; es van intentar localitzar per a portar-les a Tortosa, però ja no van poder destriar-se)
- Lluís Domènech i Montaner (Barcelona, 1850 - 1923), arquitecte, historiador i polític, en un nínxol al mur perimetral (Illa S. Pere, nínxol 240), a la dreta de l'entrada.
- Miguel Pantaleoni Giusti (Lucca,  - Barcelona, 1923), sastre i empresari de la moda, fundador de Pantaleoni Hermanos (després sastreria Modelo) (S. Francesc Xavier, tomba 13)
- Carme Parreño (Saragossa,1856 - Barcelona,1924), actriu.[3]
- August Font i Carreras (Barcelona, 1846 - 1924), arquitecte (S. Pere, nínxol 5)
- Manuel Henrich i Girona (Barcelona, 1851 – Caldes de Montbui, 1925), impressor i editor, alcalde de Barcelona i diputat a les Corts Espanyoles (S. Magdalena, panteó 6, Geli Crehuet)
- Jacint Torres i Reyató (Barcelona, 1850 - 1926), poeta, forjador i mestre d'obres (S. Magdalena, panteó 5, "Pascual Vilaró y familia")
- Francesc Gimeno i Arasa (Tortosa, 1858 - Barcelona, 1927), pintor (Illa S. Joan, nínxol 242)
- Dolors Lleonart i Casanovas (Gualba, 1866 - Barcelona, 1936), metgessa, una de les primeres de Catalunya (S. Magdalena, tomba 34).
- Francesc Xavier Nogués i Casas (Barcelona, 1873 – 1940), pintor, dibuixant, gravador, ceramista i ninotaire
- Enric Clarasó i Daudí (Sant Feliu del Racó, 1857 - Barcelona 1941), escultor modernista (illa S. Joan, pis 6, nínxol 279)
- Tomàs Rosés i Ibbotson (Liverpool, 1883 - Barcelona, 1948), banquer i empresari tèxtil, president del Futbol Club Barcelona entre 1929 i 1930 (S. Josep, panteó 1)
- Joan Lamote de Grignon i Bocquet (Barcelona, 1872 – 1949), compositor i director d'orquestra (messeta superior, nìnxol 227)
- Josep Bertran i Musitu (Montpeller, 1875 - Barcelona, 1957), advocat i polític, fundador de la Lliga Regionalista (Illa S. Esteve, panteó 7) .
- Àngel Rodríguez Ruiz (Barcelona, 1879 - 1959), fundador del Reial Club Deportiu Espanyol (S. Sever, panteó 5).
- Ricard Lamote de Grignon i Ribas (Barcelona, 1899 - 1962), compositor i director d'orquestra (messeta superior, nínxol 227).
- Antoni Pérez i Moya (València, 1884 - Barcelona, 1964), músic, compositor i director coral (Illa S. Francesc Xavier, nínxol 711).
- Josep Costa i Faura (Barcelona, 1894 - Madrid, 1968), futbolista del FC Barcelona (S. Gervasi, panteó 4)
- Pere Vergés i Farrés (Barcelona, 1896 - 1970), pedagog (Illa S. Agnès, nínxol 318??).
- Cèsar Martinell i Brunet (Valls, 1888 - Barcelona, 1973), arquitecte (Illa S. Tecla, nínxol 93).
- Francesca Bes i Calvet (m. Barcelona, 1985) i Josep Fradera, fundadors de l'Instituto de Belleza Francis i creadors del programa radiofònic Consultorio para la mujer Elena Francis (Messeta superior, panteó 4, de Lorenzo Oliver)
- Jordi Rubió i Lois (Barcelona, 1926 - 1988), historiador i editor, estudiós de la classificació bibliotecària i professor en l'Escola Jordi Rubió i Balaguer de Biblioteconomia i Documentació (Illa S. Agnès, nínxol 80).
- Francisco Buscarons Úbeda (Saragossa, 1906 – Barcelona, 1989), químic, rector de la Universitat de Barcelona del 1951 al 1957 (S. Cecília, panteó 5)
- Pedro Rodríguez Cervera (València, 1895 – Barcelona, 1990), dissenyador de moda, un dels mestres de l'alta costura espanyola (S. Aleix, panteó 10)
- Ricard Giralt Miracle (Barcelona, 1911 – 1994), il·lustrador, dissenyador gràfic i tipògraf (Illa S. Aleix, nínxol 384).
- Xavier Turull i Creixell (Barcelona, 1922-2000), violinista i compositor (Illa S. pere, nínxol 56, pis 2).
- Montserrat Coll i Oriol (Barcelona, 1906 - Terrassa, 2000), esposa de Ricard Lamote de Grignon (Messeta superior, nínxol 227).
- Joan Gomis i Sanahuja (Barcelona, 1927 - 2001), periodista, activista pels drets humans (Illa S. Agnès, nínxol 16).
- Xavier Montsalvatge i Bassols (Girona, 1912 - Barcelona, 2002), músic (Illa S. Eulàlia, illa 10, nínxol 51 (primer pis).
- Marta Mata i Garriga (Saifores, 1926 - Barcelona, 2006), pedagoga, diputada i senadora.
- Ramon Noè i Hierro (Barcelona, 1923 - Sabadell, 2007) dibuixant i pintor (replà superior, nínxol 435).
- Josep Guinovart i Bertran (Barcelona 1927 - 2007), pintor, dibuixant i gravador.
- Conxita Bardem i Faust (Barcelona, 1918 - 2008), actriu de teatre i de cinema (Illa S. Agnès, nínxol 7).
- Albert Ràfols-Casamada (Barcelona, 1923 - 2009), poeta i pintor (S. Pere, nínxol 165, pis 5è)
- Miquel Siguan i Soler (Barcelona, 1918 – 2010), psicòleg i escriptor, introductor del model educatiu d'immersió lingüística.
- Josep Maria Castellet i Díaz de Cossío (Barcelona, 1926 - 2014), editor i escriptor.
- Craig Hill (Los Angeles, Califòrnia, 1926 − Barcelona, 2014), actor de cinema i televisió, marit de Teresa Gimpera.
- Margarita Rivière (Barcelona, 1944 - 2015), periodista i assagista, feminista (Illa S. Aleix, panteó 11 bis).
- Teresa Gimpera i Flaquer (Igualada, 1936 - Barcelona, 2024), model de publicitat i actriu de cinema.[4]